# Badacze czasu: Odkupienie Krzysztofa Kolumba
Badacze czasu: Odkupienie Krzysztofa Kolumba (tyt. oryg. Pastwatch: The Redemption of Christopher Columbus) – należąca do gatunku science fiction powieść Orsona Scotta Carda opublikowana w 1996 r.
W Polsce książka wydana została nakładem wydawnictwa Prószyński i S-ka.